# Eberhard Zorn
Eberhard Zorn, född 19 februari 1960 i Saarbrücken, är en tysk officer, som från den 19 april 2018 till den 16 mars 2023 var Bundeswehrs generalinspektör.

## Biografi
Eberhard Zorn gick med i Bundeswehr 1978 vid artilleriskolan i Idar-Oberstein. Ett år senare inledde han sin utbildning till artilleriofficer med studier i ekonomi och organisation vid Helmut-Schmidt-Universität fram till 1983. De följande åtta åren följde tjänster som plutonchef och militär säkerhetsofficer, ungdomsofficer, batterikommendör samt eldledningsofficer och officer för operationer och utbildning. Efter att ha tjänstgjort på olika poster var han chef för Division Schnelle Kräfte (snabbinsatsdivisionen) i Stadtallendorf från 2014 till 2015. Därefter följde två år som chef för avdelningen för ledningen av de väpnade styrkorna vid försvarsministeriet i Berlin och ett år som chef för personalavdelningen vid försvarsministeriet. Han var Tysklands 16. försvarschef efter Volker Wieker från den 19 april 2018 till den 16 mars 2023.

## Utmärkelser
- Bundeswehrs hederskors i brons
- Bundeswehrs hederskors i silver
- Bundeswehrs hederskors i guld
- Bundeswehrs tjänstgöringsmedalj för IFOR
- Bundeswehrs tjänstgöringsmedalj för SFOR
- Nato-medaljen för Former Yugoslavia
- FN-medaljen för UNPROFOR
- Nationella försvarsmedaljen "Corps Européen"
- Nationella försvarsmedaljen "Artillerie"
- Fyradagarskorset
- Luxemburgs förtjänstorden